# 雷諾斯角
75°25′S 162°34′E / 75.417°S 162.567°E
雷諾斯角（英語：Cape Reynolds）是南極洲的海岬，位於維多利亞地，處於大衛冰川終點，由歐內斯特·沙克爾頓率領的英國探險隊發現，現時由南極條約體系管理。